# Comunità Nuovi Orizzonti
La Comunità Nuovi Orizzonti è una associazione fondata da Chiara Amirante che ha l'obiettivo di intervenire in tutti gli ambiti del disagio sociale, realizzando azioni di solidarietà a sostegno di chi vive situazioni di grave difficoltà.
Si configura come Associazione di volontariato onlus Nuovi Orizzonti (no-profit) e come Associazione internazionale privata di fedeli Nuovi Orizzonti di diritto pontificio, riconosciuta dal Pontificio consiglio per i laici durante la presidenza del cardinale Stanisław Ryłko.
Chiara Amirante ha ideato uno specifico programma pedagogico riabilitativo nuovi orizzonti, un corso di conoscenza di sé e guarigione del cuore: L'arte di amare, il progetto Cittadella Cielo, l'iniziativa dei "Cavalieri della Luce" e diverse altre attività suddivise in aree di servizio.
Un impegno importante fin dal suo nascere è nella nuova evangelizzazione, con diverse metodologie di evangelizzazione di strada strutturatesi dagli anni novanta ad oggi, in particolar modo con delle specifiche missioni di strada.
La vocazione specifica dei membri dell'associazione è testimoniare la gioia di Gesù Cristo Risorto, ponendo una particolare attenzione al mistero della discesa agli inferi di Gesù, prendendo come testo chiave il brano del Vangelo secondo Giovanni (15,9-17).
Il movimento è diffuso in vari paesi del mondo e ha aderenti in 80 paesi che seguono il percorso di conoscenza di sé e guarigione del cuore denominato Spiritherapy ideato da Chiara Amirante, diffuso in inglese, spagnolo, portoghese, francese e lingua dei segni, ed è coordinato dal suo centro internazionale a Frosinone.

## Storia

### Nascita della Comunità
Nel 1987 Chiara Amirante, all'età di 21 anni si è ammalata gravemente colpita dalla sindrome di Behçet e dall'uveite cronica. Lei stessa oggi testimonia che questa esperienza ha segnato la sua vita trovando forza in una frase del Vangelo(Gv15,9-12).
Nel 1990, in seguito alla guarigione, Chiara Amirante ha iniziato a Roma ad andare in strada di notte alla Stazione Termini per rispondere all'emergenza di un imponente disagio sociale, organizzando dal 1992 équipe di evangelizzazione di strada incontrando giovani soli, emarginati, schiavi della droga, dell'alcolismo, nel mercato-schiavitù della prostituzione, implicati in varie forme di devianza e criminalità. Inizialmente Chiara indirizzò le varie richieste in diversi centri di accoglienza esistenti.
Nel 1993 Chiara Amirante ha fondato l'Associazione di volontariato onlus Nuovi Orizzonti e nel gennaio 1994 è nata la prima comunità di accoglienza residenziale a Trigoria (RM).

### Diffusione del Movimento
Chiara Amirante nel 1994 ha aperto la prima comunità residenziale di accoglienza nella zona di Trigoria a Roma. I ragazzi in difficoltà vengono accolti gratuitamente e basandosi sull'abbandono alla divina Provvidenza. In pochi anni si rivela l'efficacia del programma pedagogico riabilitativo nuovi orizzonti e nasce un corso di conoscenza di sé e guarigione del cuore L'Arte di Amare anche per gruppi esterni. Gli stessi ragazzi accolti hanno sentito l'urgenza di impegnarsi in una pastorale di evangelizzazione di strada, alcuni (di cui molti provenienti dalla strada) hanno voluto impegnarsi con promessa di povertà, castità, obbedienza e gioia.
Fin dai primi anni, dopo aver visitato la prima sede di Roma a Trigoria, il cardinale Ersilio Tonini è stato vicino a Chiara Amirante sostenendo Nuovi Orizzonti. Ha curato la prefazione del primo libro bestseller Stazione Termini ed ha presentato l'esperienza di Chiara Amirante al Sinodo di Roma sulla vita consacrata del 1994.
Chiara Amirante nel 1996 avvia il progetto Cittadella Cielo.
Nel marzo 1997 il Cardinale Camillo Ruini ha riconosciuto Nuovi Orizzonti come Associazione privata di fedeli di diritto diocesano a Roma.
Nel maggio del 1997 viene inaugurata la comunità di accoglienza a Piglio (Frosinone), in un ex convento francescano, che oggi è centro di formazione al volontariato internazionale.
Nel 2000 è stata inaugurata la prima fondazione in Brasile e in Bosnia ed Erzegovina con la costruzione delle prime Cittadelle Cielo all'estero.
Dal 2000-2010 si moltiplicano i centri in Italia e all'estero e dal 2006 sono nati gruppi di Cavalieri della Luce in vari Paesi: Inghilterra, Spagna, Brasile, Germania, Svizzera, Francia, Stati Uniti, Argentina, Bosnia ed Erzegovina, Polonia, Portogallo.
Dalla pandemia l'associazione di diritto pontificio ha avuto una espansione con diverse attività umanitarie e con il percorso denominato Spiritherapy - percorso di conoscenze di sè e guarigione del cuore - che si è diffuso in 80 Paesi del Mondo, in presenza localmente con dirette streaming con la sede centrale a Frosinone presso la Cittadella Cielo, guidati dalla fondatrice Chiara Amirante, offrendo gruppi di condivisione, tutor di riferimento, traduzione simultanea in inglese, spagnolo, portoghese, francese e lingua dei segni.

### Le missioni di strada
Il 13 dicembre 1998 nella parrocchia SS. Fabiano e Venanzio a Roma Chiara Amirante ha organizzato la prima missione di strada di quindici giorni a cui hanno partecipato 200 giovani. La missione fu accolta e sostenuta dal Vescovo Ausiliare Cesare Nosiglia) e ha aperto la strada ad una nuova metodologia pastorale di evangelizzazione di strada.
Dal 1998 in poi molte diocesi italiane e all'estero hanno iniziato ad invitare Nuovi Orizzonti per poter realizzare esperienze simili, coinvolgendo diverse realtà ecclesiali, avviando scuole di evangelizzazione e centri di evangelizzazione, trasmettendo questo nuovo stile pastorale ai giovani del territorio. Si sono così moltiplicate le missioni di strada. Nuovi Orizzonti in collaborazione con le diocesi e la Pastorale Giovanile Nazionale, di Roma e delle singole diocesi in cui opera, organizza scuole di evangelizzazione, corsi di formazione, dando vita a nuove tipologie pastorali, come concerti d'evangelizzazione, animazioni di strada, evangelizzazione di spiaggia, missioni permanenti, micro-missioni, work-shop e numerose altre attività.
Nel febbraio del 1999 viene aperto a Roma il centro Arcobaleno dell'Amore, primo centro di evangelizzazione di strada, prima accoglienza, orientamento e prevenzione.
Nel dicembre 2002 viene dato un particolare riconoscimento dalla Chiesa cattolica all'azione di evangelizzazione di strada dell'associazione Nuovi Orizzonti con la recensione del sito della Santa Sede del libro Stazione Termini, scritto da Chiara Amirante, edito da Città Nuova Editrice, dove sono raccolti i dialoghi con i ragazzi di strada nelle prime azioni di evangelizzazione.
Il 3 febbraio 2003 Chiara Amirante, dopo avere ricevuto numerosi premi nazionali e internazionali, viene scelta per il Premio Campidoglio datole dal Sindaco di Roma Walter Veltroni.
Nell'agosto 2003 a Riccione è nata la prima missione di strada strutturata come scuola di evangelizzazione, puntando alla formazione dei missionari provenienti da tutta Italia. In una missione di strada realizzata insieme a diverse realtà ecclesiali si è strutturata una tipologia di missione di formazione che ogni anno si ripete come laboratorio permanente dal nome Chi ha sete venga a Me!.
Nell'ottobre 2003 su richiesta del Vescovo Cesare Nosiglia e del Vicariato di Roma nella persona di Mons. Mauro Parmeggiani viene organizzata la missione di strada nella zona di Cento Celle, come lancio e prototipo della missione Gesù al Centro, che dal 2004 in poi di anno in anno la Pastorale Giovanile coordina.
Nell'agosto 2004 il Seminario Romano con Mauro Parmeggiani, allora responsabile del settore giovanile della Diocesi di Roma, partecipano alla missione Chi ha sete venga a Me! svoltasi a Riccione per poter replicare il modello di missioni di strada nelle successive edizioni di Gesù al centro.
Dal 14 al 22 Ottobre 2023 ha organizzato laa ‘’missione di strada’’ dal titolo Vivi per qualcosa di grande svoltasi a Roma con il sostegno di papa Francesco che ha salutato i più di 400 giovani missionari durante l’Angelus di domenica 15 ottobre 2023, incoraggiandoli nell'andare per le strade, le piazze, le scuole, le università, gli ospedali e le carceri della capitale, dopo aver ricevuto l’invio e l’incarico dal Cardinale Vicario S.Em Angelo De Donatis e del Vicegerente della Diocesi di Roma S.E. Mons Baldassare Reina.

### La Comunità oggi
In pochi anni si sono moltiplicati i progetti le iniziative in Italia e in vari Paesi, dando vita a diverse attività, con
- 231 centri di accoglienza e formazione;
- 1020 equipe di servizio impegnati in Prevenzione e Sensibilizzazione, Comunicazione e Mass-Media, Spettacolo e animazione, Formazione, Promozione della Cultura, Editoria, Servizi Sociali e Cooperazione Internazionale, Economia e Lavoro, Espressioni artistiche,  Spiritualità e preghiera;
- 6 Cittadelle Cielo di accoglienza e formazione in Italia, Brasile e Bosnia ed Erzegovina.

Sono stati costituiti oltre 600 gruppi di preghiera.
L'Associazione conta circa 30.000 Collaboratori,  migliaia di simpatizzanti in Italia e all'estero e più di 700.000 Cavalieri della Luce che si impegnano in varie iniziative di evangelizzazione cercando di vivere il vangelo con radicalità e sono nati oltre 600 gruppi di preghiera.

### L'Approvazione pontificia dell'Associazione
Il progetto di Chiara Amirante ha avuto nel 2004 un particolare riconoscimento da Papa Giovanni Paolo II, da cui è stata nominata Consultore del Pontificio Consiglio della Pastorale per i Migranti e gli Itineranti. Tale incarico è stato rinnovato fino ad oggi da Papa Benedetto XVI.
Nell'agosto 2005 è stato pubblicato e divulgato un intervento di Chiara Amirante nel sito della Santa Sede.
Nel 2006 Chiara Amirante ha lanciato l'iniziativa dei Cavalieri della Luce.
Nell'agosto 2006 è stato recensito nel sito della Santa Sede il libro Evangelizzazione di strada. L'esperienza e il progetto di Nuovi Orizzonti, scritto da don Davide Banzato, edito da Città Nuova e durante la visita ad limina il Vescovo Salvatore Boccaccio consegna il libro Evangelizzazione di strada al Papa Benedetto XVI.
Nel dicembre 2010 il Pontificio Consiglio per i Laici presieduto dal Cardinale Stanisław Ryłko ha riconosciuto Nuovi Orizzonti come Associazione internazionale privata di fedeli di diritto pontificio.
Nel febbraio 2011 il Pontificio Consiglio della Pastorale per i Migranti e gli Itineranti ha nominato Chiara Amirante membro del Comitato scientifico appositivamente costituito per la rivista People on the Move.
Nel 2012 Papa Benedetto XVI ha nominato Chiara Amirante uditrice alla XIII assemblea generale ordinaria del Sinodo dei vescovi sul tema La nuova evangelizzazione per la trasmissione della fede cristiana.
Il 29 marzo 2016 Papa Francesco ha scritto una lettera a Chiara Amirante per l’approvazione pontificia definitiva degli Statuti dell’associazione Nuovi Orizzonti.
Nel 2018 Papa Francesco ha nominato una giovane di Nuovi Orizzonti uditrice alla XV assemblea generale ordinaria del Sinodo dei vescovi sul tema I giovani, la fede e il discernimento vocazionale. 
Nel 2019 in occasione del 25º anniversario di fondazione il pontefice ha dedicato un videomessaggio trasmesso durante la festa di Pentecoste diffuso dai media vaticani. Nello stesso giorno il Papa oltre all'invio di un testo da leggere ha telefonato in occasione della festa svoltasi al palasport di Frosinone con 3000 persone presenti, tra cui anche Nek, Raf, Andrea Griminelli, il Cardinale Marc Ouellet e il Vescovo Diocesano Ambrogio Spreafico.
Il 24 settembre 2019 Papa Francesco ha visitato la Cittadella Cielo di Nuovi Orizzonti a Frosinone dedicato l'intera giornata. Nella mattinata ha ascoltato le storie dei giovani della comunità, ha risposto alle loro domande e ha celebrato la Messa. Dopo il pranzo ha salutato personalmente i presenti ed ha simbolicamente piantato un ulivo. Gli interventi della mattina - ripresi dal CTV - sono stati trasmessi su Tv2000 in una puntata speciale dal titolo Dio è gioia. Papa Francesco incontra Nuovi Orizzonti. Come Cavalieri della luce sono intervenuti anche Andrea Bocelli con il figlio Matteo, Andrea Griminelli, Filippo Neviani in arte Nek.
Il 18 e 19 maggio 2024 si è celebrata la Festa dei 30 anni di Nuovi Orizzonti con la presenza della fondatrice Chiara Amirante, S.Em. Cardinale Marc Ouellet, S.E. Mons Ambrogio Spreafico, S.E. Mons Christoph Hegge, gli artisti Filippo Neviani in arte Nek, Francesca Fialdini, Andrea Bocelli. Per l'occasione Papa Francesco ha inviato un video messaggio alla fondatrice Chiara Amirante e a tutti i membri della comunità. Per l'occasione della festa per i 30 anni di fondazione Papa Francesco ha inviato un videomessaggio di ringraziamento a Chiara Amirante e alla comunità.

## L’Associazione internazionale privata di fedeli
L'8 dicembre 2010 il Pontificio Consiglio per i Laici, presieduto dal Cardinale Stanisław Ryłko, ha riconosciuto Nuovi Orizzonti come Associazione internazionale privata di fedeli di diritto pontificio.

### Finalità
L’Associazione internazionale privata di fedeli Nuovi Orizzonti è rivolta principalmente a persone laiche; alcune di esse possono decidere di consacrarsi a Dio.
Il fine generale è la santità dei membri, che si impegnano a portare l'amore a chi non ha conosciuto l'amore, la vita a chi è nella morte, la gioia della Risurrezione a chi si sente disperato.
La vocazione specifica dei membri effettivi dell'Associazione è portare sempre la Gioia (Gv 17,13) della Resurrezione e testimoniare l'amore di Dio a chi non ha conosciuto l'amore, ponendo una particolare attenzione al mistero della discesa agli inferi di Gesù.
Sono più di 600 i Piccoli della Gioia che si sono impegnati a vivere il carisma specifico con promesse di povertà, castità, obbedienza e gioia.

### I membri dell'Associazione
Si può appartenere all'Associazione in tre modi diversi: come membri effettivi, membri interni o come membri affiliati.
Sono membri effettivi o interni i Piccoli della gioia, le famiglie Nazareth, i piccoli della gioia sacerdoti, i piccoli fratelli e piccole sorelle di Gesù Risorto, le religiose e i religiosi, i sacerdoti diocesani e Piccoli della gioia a vita comune.
Sono membri affiliati:
- i fratelli che decidono di mettersi al servizio di chi è in difficoltà, collaborando alla realizzazione dei progetti dell'associazione, condividendone lo spirito e vivendo nelle comunità;
- i collaboratori, che pur non vivendo in comunità, conoscono e approfondiscono lo spirito dell'associazione e la sostengono nelle sue iniziative con diversi tipi di contributi economici, professionali, con il volontariato, con la preghiera;
- i Cavalieri della Luce che si impegnano in progetti dell'associazione nell'evangelizzazione pur appartenendo a diverse realtà ecclesiali[85].

## Organizzazione di volontariato no-profit

### Finalità
L’Associazione di volontariato onlus Nuovi Orizzonti - che con la riforma del terzo settore del 2022 - è diventata Insieme verso Nuovi Orizzonti organizzazione di volontariato si pone l'obiettivo di intervenire in tutti gli ambiti del disagio sociale, realizzando azioni di solidarietà a sostegno di chi vive situazioni di grave difficoltà. Per questo, svolge la sua attività avendo presenti tutte le realtà di emarginazione sociale,con particolare attenzione al mondo giovanile, proponendo specifici interventi innovativi e un proprio programma di ricostruzione integrale della persona che unisce elementi psicologici, spirituali e umani. Inoltre propone i valori della solidarietà, della condivisione, della spiritualità, della cooperazione come elementi essenziali per una piena realizzazione dell'uomo.
Chiara Amirante ha ideato uno specifico programma pedagogico riabilitativo nuovi orizzonti e il corso di conoscenza di sé e guarigione del cuore L'Arte di Amare proposto anche a diversi gruppi tramite Streaming o materiale multimediale.

### Attività e Aree di servizio
L'Associazione provvede a svolgere, mediante organismi o enti appositamente costituiti, diverse iniziative che possano essere al servizio della prevenzione, della promozione umana e del recupero di persone in difficoltà.
Sono circa un milione le persone che vengono raggiunte annualmente.
Le attività prevedono la costituzione e la gestione di centri di prevenzione; centri di ascolto fissi e mobili; centri di accoglienza per persone in difficoltà, nella devianza, con problemi di tossicodipendenza e altre dipendenze, alcolismo, prostituzione, AIDS, carcere, disordini nella sessualità, disagio psichico, anoressia nervosa, bulimia, ragazzi in difficoltà, senzatetto, emarginati, immigrati; centri di pronta accoglienza; case-famiglia; comunità alloggio per minori; centri di accoglienza alla vita per il sostegno e l'accompagnamento di ragazze madri; comunità Agape per l'accoglienza e il sostegno di bambini abbandonati; centri di accoglienza per malati terminali; équipe di strada che raggiungono i giovani nei loro luoghi di aggregazione e nelle zone calde; telefoni in aiuto; centri di formazione al volontariato; cooperative sociali; centri per il reinserimento lavorativo; centri polivalenti di aggregazione giovanile; équipe di animazione e spettacolo; centri di formazione per operatori sociali ed educatori; centri di formazione; centri studi e comunicazione; gruppi di sostegno.
Le analisi e gli studi operati da Nuovi Orizzonti in questi anni mettono in evidenza che l’SOS giovani è molto più allarmante di quanto rivelano le statistiche ufficiali. Circa l'80% degli adolescenti incontrati manifestano almeno uno dei sintomi preoccupanti che caratterizzano il mondo giovanile e della strada in senso lato: abuso di alcool, uso e abuso di sostanze stupefacenti, disagio e devianze a vari livelli, abuso nel campo della sessualità, anoressia e bulimia, forme depressive e disturbi di personalità, frequentazione di sette di vario tipo, profonde ferite nell'affettività, seri problemi familiari.

## Galleria d'immagini

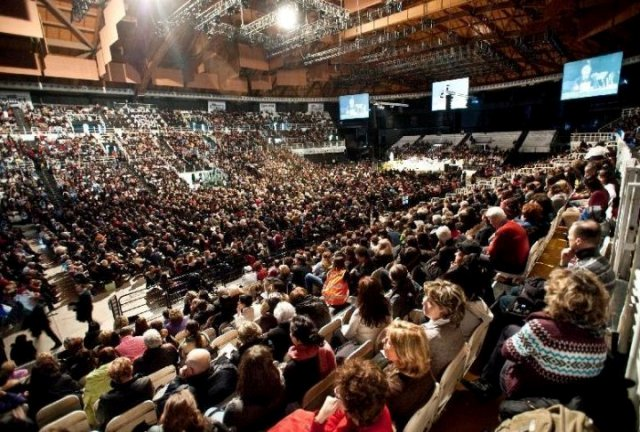
Giornata Insieme verso Nuovi Orizzonti al FuturShow di Bologna (2009)
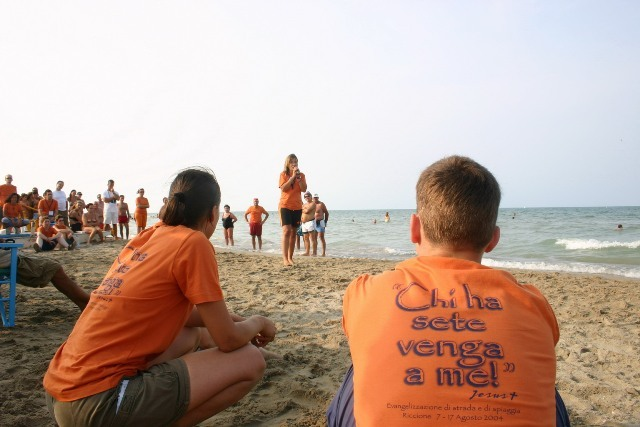
Momento di animazione durante la missione di strada a Riccione (2004)
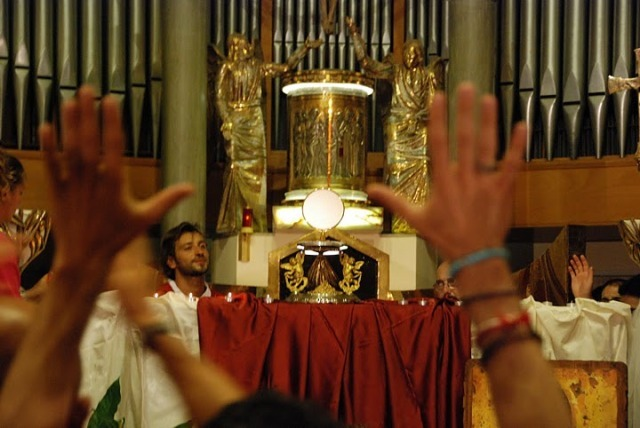
La Luce nella Notte a Riccione (2010)
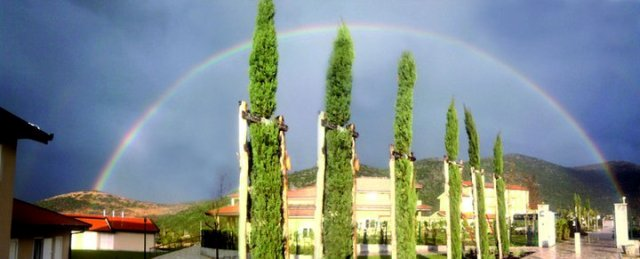
La Cittadella Cielo in Bosnia Erzegovina (2010)
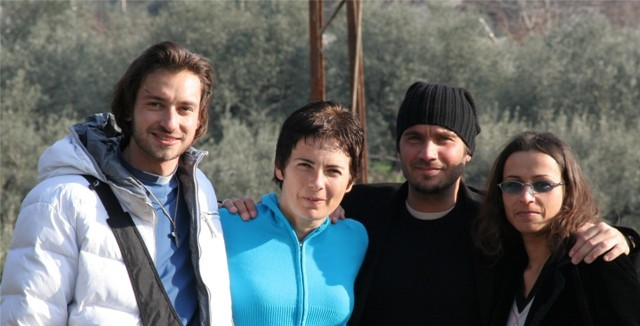
Filippo Neviani (Nek) con Chiara Amirante e don Davide Banzato (2006)
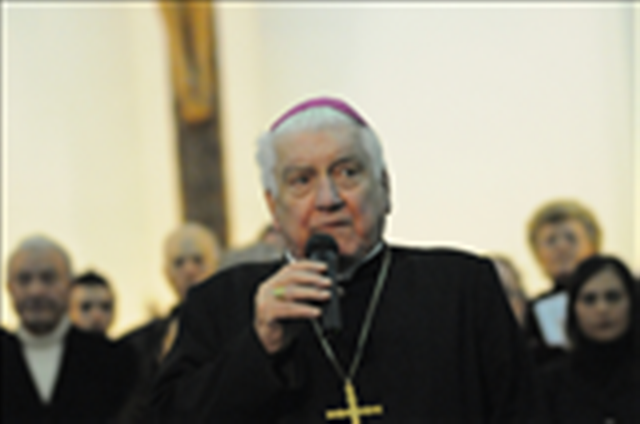
S.E.Mons Salvatore Boccaccio, primo Assistente spirituale generale di Nuovi Orizzonti (1997-2008)
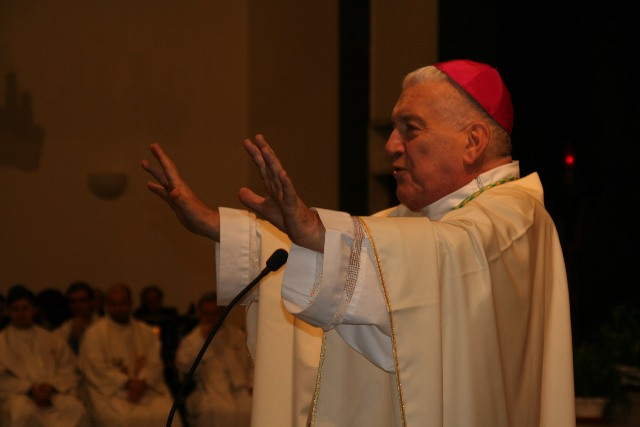
Omelia di S.E.Mons Salvatore Boccaccio (2004)
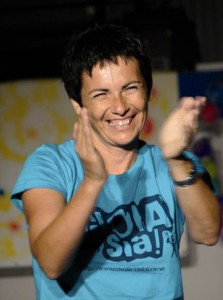
Chiara Amirante fondatrice di Nuovi Orizzonti (2008)